# Lance Creek
Lance Creek – jednostka osadnicza w Stanach Zjednoczonych, w stanie Wyoming, w hrabstwie Niobrara.